# Hichame Alaouié
Pour les articles homonymes, voir Alaouié.
Hichame Alaouié est un directeur de la photographie belge.

## Filmographie sélective

### Directeur de la photographie
- 2001 : Sofor
- 2003 : Les Mains froides
- 2003 : Nous/Autres
- 2005 : Une lumière la nuit - Un portrait de Madeleine Bourdouxhe
- 2006 : Noctis Bxl
- 2006 : Les Deux Vies du serpent
- 2006 : Nue propriété de Joachim Lafosse
- 2007 : Boulevard l'océan
- 2007 : Missing
- 2007 : Abandon
- 2007 : Why We Can't See Each Other Outside When the Sun is Shining
- 2008 : Bonne nuit
- 2008 : Élève libre de Joachim Lafosse
- 2009 : Stolen Art
- 2009 : Vivre encore un peu...
- 2010 : Des filles en noir
- 2010 : Ish lelo selolari
- 2011 : Au cul du loup de Pierre Duculot
- 2011 : L'Hiver dernier
- 2012 : Les Chevaux de Dieu
- 2013 : Vandal
- 2014 : Tokyo Fiancée de Stefan Liberski
- 2015 : Le Bureau des légendes (série TV)
- 2017 : Faut pas lui dire
- 2018 : Duelles
- 2019 : Convoi exceptionnel
- 2020 : Été 85
- 2020 : De nos frères blessés
- 2024 : Pas de vagues de Teddy Lussi-Modeste

### Caméraman
- 1997 : Eau
- 1999 : Une liaison pornographique
- 2001 : Nana (TV)
- 2002 : Verrouillage central
- 2002 : Un honnête commerçant
- 2003 : Papa, maman s'ront jamais grands (TV)
- 2005 : L'Enfant
- 2008 : Eldorado
- 2009 : Vivre encore un peu...
- 2009 : La Régate
- 2010 : La Fabrique de panique (vidéo)
- 2017 : Icare (court métrage)

## Distinction

### Récompenses
- 2013 : Magritte de la meilleure image pour L'Hiver dernier
- 2014 : Magritte de la meilleure image pour Les Chevaux de Dieu
- 2020 : Magritte de la meilleure image pour Duelles
- 2021 : Lumière de la meilleure image pour Été 85

### Nominations
- 2015 : Magritte de la meilleure image pour Tokyo Fiancée
- César 2021 : César de la meilleure photographie pour Été 85 [1]